# Bolivaritettix impennis
Bolivaritettix impennis is een rechtvleugelig insect uit de familie doornsprinkhanen (Tetrigidae). De wetenschappelijke naam van deze soort is voor het eerst geldig gepubliceerd in 1942 door Günther.